# Discover Airlines
A Discover Airlines (korábban Eurowings Discover) egy német légitársaság Frankfurtban. A Lufthansa-csoport tulajdonában van, és elsősorban hosszú távú szabadidős célállomásokat szolgál ki.

## Története
Az Eurowings Discover 2021. július 24-én kezdte meg működését egy Frankfurtból Mombasába és Zanzibárra tartó járattal, amit egy Airbus A330-as repülőgéppel teljesített, miután megkapta az üzemeltetési engedélyét. A német Condor szabadidős légitársaság fő versenytársának tekintik, amely számos olyan útvonalon közlekedik, amelyen az Eurowings Discover is üzemeltetni fog járatokat.
A légitársaság már kiterjesztette útvonalhálózatát Punta Cana, Windhoek és Victoria Falls felé. Később, 2021-ben járatokat indított Las Vegasba, Mauritiusra, Bridgetownba, Montego Baybe, Varaderóra, a Kanári-szigetekre, Egyiptomba és Marokkóba. A flotta a tervek szerint 2022 közepére 10 Airbus A320-asból és 11 Airbus A330-as repülőgépből áll majd.
2021 szeptemberében a Lufthansa bejelentette, hogy több középtávú szabadidős útvonalat az Eurowings Discover-nek ad át. Három Airbus A320-200-as repülőgépet telepített Frankfurtba, amelyek 2021 végén öt célállomást szolgáltak ki a Kanári-szigeteken.
2023 szeptemberétől az Eurowings Discover új márkanéven, Discover Airlines-ként működik tovább.

## Célállomások
| Ország                    | Város                | Repülőtér                                      | Megjegyzés                        | Források |
| ------------------------- | -------------------- | ---------------------------------------------- | --------------------------------- | -------- |
| Amerikai Egyesült Államok | Anchorage            | Ted Stevens Anchorage nemzetközi repülőtér     |                                   | [ 6 ]    |
| Amerikai Egyesült Államok | Fort Myers           | Délnyugat Floridai nemzetközi repülőtér        |                                   | [ 6 ]    |
| Amerikai Egyesült Államok | Las Vegas            | Harry Reid nemzetközi repülőtér                |                                   | [ 7 ]    |
| Amerikai Egyesült Államok | Salt Lake City       | Salt Lake City nemzetközi repülőtér            |                                   | [ 6 ]    |
| Amerikai Egyesült Államok | Tampa                | Tampai nemzetközi repülőtér                    |                                   | [ 6 ]    |
| Barbados                  | Bridgetown           | Grantley Adams nemzetközi repülőtér            | Szezonális                        | [ 6 ]    |
| Bulgária                  | Várna                | Várnai repülőtér                               |                                   | [ 8 ]    |
| Dél-afrikai Köztársaság   | Mbombela             | Kruger nemzetközi repülőtér                    | 2022. november 15-étől kezdődően  | [ 9 ]    |
| Dominikai Köztársaság     | Punta Cana           | Punta Cana nemzetközi repülőtér                |                                   | [ 7 ]    |
| Egyiptom                  | Gurdaka              | Hurghadai nemzetközi repülőtér                 |                                   | [ 8 ]    |
| Egyiptom                  | Marsza Alam          | Marsza Alam-i nemzetközi repülőtér             |                                   | [ 8 ]    |
| Görögország               | Haniá                | Haniá nemzetközi repülőtér                     |                                   | [ 8 ]    |
| Görögország               | Iráklio              | Heraklion nemzetközi repülőtér                 |                                   | [ 8 ]    |
| Görögország               | Kavála               | Kaválai nemzetközi repülőtér                   |                                   | [ 8 ]    |
| Görögország               | Korfu                | Korfui nemzetközi repülőtér                    |                                   | [ 8 ]    |
| Görögország               | Kosz                 | Kosz nemzetközi repülőtér                      |                                   | [ 8 ]    |
| Görögország               | Míkonosz             | Míkonosz repülőtér                             |                                   | [ 8 ]    |
| Görögország               | Préveza              | Aktion nemzeti repülőtér                       |                                   | [ 8 ]    |
| Görögország               | Rodosz               | Rodosz-Diagórasz nemzetközi repülőtér          |                                   | [ 8 ]    |
| Görögország               | Szantorini           | Szantorini nemzetközi repülőtér                |                                   | [ 8 ]    |
| Görögország               | Zákinthosz           | Zákinthosz nemzetközi repülőtér                | 2022. július 1-jétől kezdődően    | [ 8 ]    |
| Jamaica                   | Montego Bay          | Sangster nemzetközi repülőtér                  |                                   | [ 6 ]    |
| Kanada                    | Calgary              | Calgary nemzetközi repülőtér                   | 2022. augusztus 1-jétől kezdődően | [ 6 ]    |
| Kanada                    | Halifax              | Halifax Stanfield nemzetközi repülőtér         |                                   | [ 6 ]    |
| Kanada                    | Montréal             | Montréal–Trudeau nemzetközi repülőtér          | 2022. július 31-én megszűnik      | [ 6 ]    |
| Kenya                     | Mombasa              | Moi nemzetközi repülőtér                       |                                   | [ 7 ]    |
| Kuba                      | Varadero             | Juan Gualberto Gómez repülőtér                 |                                   | [ 6 ]    |
| Marokkó                   | Marrákes             | Marrákes Menara repülőtér                      |                                   | [ 8 ]    |
| Mauritius                 | Port Louis           | Sir Seewoosagur Ramgoolam nemzetközi repülőtér |                                   | [ 7 ]    |
| Maldív-szigetek           | Malé                 | Velana nemzetközi repülőtér                    |                                   | [ 7 ]    |
| Mexikó                    | Cancún               | Cancúni nemzetközi repülőtér                   |                                   | [ 6 ]    |
| Namíbia                   | Windhoek             | Hosea Kutako nemzetközi repülőtér              |                                   | [ 7 ]    |
| Németország               | Frankfurt            | Frankfurti repülőtér                           | Bázisrepülőtér                    | [ 7 ]    |
| Németország               | München              | Müncheni repülőtér                             | Bázisrepülőtér                    | [ 8 ]    |
| Olaszország               | Lamezia Terme        | Lamezia Terme nemzetközi repülőtér             |                                   | [ 8 ]    |
| Panama                    | Panamaváros          | Tocumen nemzetközi repülőtér                   |                                   | [ 10 ]   |
| Portugália                | Santa Cruz           | Cristiano Ronaldo nemzetközi repülőtér         |                                   | [ 8 ]    |
| Spanyolország             | Fuerteventura        | Fuerteventurai repülőtér                       |                                   | [ 8 ]    |
| Spanyolország             | Gran Canaria         | Gran Canaria repülőtér                         |                                   | [ 8 ]    |
| Spanyolország             | Jerez de la Frontera | Jerezi repülőtér                               |                                   | [ 8 ]    |
| Spanyolország             | Lanzarote            | Lanzarotei repülőtér                           |                                   | [ 8 ]    |
| Spanyolország             | Tenerife             | Tenerife Sur repülőtér                         |                                   | [ 8 ]    |
| Tanzánia                  | Kilimandzsáró        | Kilimandzsárói nemzetközi repülőtér            |                                   | [ 6 ]    |
| Tanzánia                  | Zanzibár             | Abeid Amani Karume nemzetközi repülőtér        |                                   | [ 7 ]    |
| Törökország               | Antalya              | Antalyai repülőtér                             |                                   | [ 8 ]    |
| Törökország               | Bodrum               | Milas–Bodrum repülőtér                         |                                   | [ 8 ]    |
| Tunézia                   | Dzserba              | Dzserba–Zarzis nemzetközi repülőtér            |                                   | [ 8 ]    |
| Zimbabwe                  | Victoria Falls       | Victoria Falls repülőtér                       |                                   | [ 6 ]    |

## Flotta
2022 júniusában az Discover Airlines flottája a következő repülőgépekből áll:

## Fordítás
Ez a szócikk részben vagy egészben  a   Discover Airlines című angol Wikipédia-szócikk ezen változatának fordításán alapul.  Az eredeti cikk szerkesztőit annak laptörténete sorolja fel. Ez a jelzés csupán a megfogalmazás eredetét és a szerzői jogokat jelzi, nem szolgál a cikkben szereplő információk forrásmegjelöléseként.